# Superpuchar Ukrainy w futsalu mężczyzn
Superpuchar Ukrainy w futsalu (ukr. Суперкубок України з футзалу) – mecz futsalowy o trofeum pomiędzy aktualnym Mistrzem Ukrainy oraz zdobywcą Pucharu Ukrainy w danym sezonie. Rozgrywki zostały utworzone w 2005 roku i zarządzane przez Asocjację Futsalu Ukrainy (AFU). Jeżeli ta sama drużyna wywalczyła zarówno mistrzostwo, jak i Puchar kraju, to jej przeciwnikiem zostaje wicemistrz Ukrainy.
Mecz o Superpuchar Ukrainy rozgrywany jest zawsze przed rozpoczęciem nowego sezonu.
W spotkaniu o Superpuchar Ukrainy nie przeprowadza się dogrywki, a w przypadku remisu po upływie regulaminowego czasu gry od razu zarządzana jest seria rzutów karnych.

## Historia
Mecz o Superpuchar miał swoją pierwszą edycję w roku 2005.

## Zwycięzcy i finaliści
| Sezon                                                             | K | K | T | Zwycięzca              | Wynik | Finalista              | Data, miejsce                                     | Uwagi                                                                                         |
| Superpuchar Ukrainy w futsalu (ukr. Суперкубок України з футзалу) |   |   |   |                        |       |                        |                                                   |                                                                                               |
| 2005                                                              |   |   | 1 | Szachtar Donieck       | 5:1   | Interkas Kijów         | 27.08.2005, Pałac Sportu, Charków, 1000           |                                                                                               |
| 2006                                                              |   |   | 2 | Szachtar Donieck       | 3:1   | Enerhija Lwów          | 6.09.2006, Pałac Drużba, Donieck, 1000            |                                                                                               |
| 2007                                                              |   |   | 1 | Jenakijeweć Jenakijewe | 5:2   | Enerhija Lwów          | 27.08.2007, Pałac Budiwelnyk, Lwów, 700           |                                                                                               |
| 2008                                                              |   |   | 3 | Szachtar Donieck       | 2:0   | TWD Lwów               | 16.08.2008, Pałac Drużba, Donieck, 1800           |                                                                                               |
| 2009                                                              |   |   | 1 | Tajm Lwów              | 4:0   | Łokomotyw Charków      | 23.08.2009, Hala SKA, Lwów, 400                   |                                                                                               |
| 2010                                                              |   |   |   |                        |       |                        |                                                   | nie rozgrywano, tak jak Tajm Lwów wygrał oba trofea                                           |
| 2011                                                              |   |   | 1 | Urahan Iwano-Frankiwsk | 4:3   | Enerhija Lwów          | 30.08.2011, SK KFW, Iwano-Frankiwsk, ?            |                                                                                               |
| 2012                                                              |   |   |   |                        |       |                        |                                                   | nie rozgrywano, tak jak Enerhija Lwów wygrała oba trofea                                      |
| 2013                                                              |   |   | 1 | Łokomotyw Charków      | 2:1   | Enerhija Lwów          | 31.08.2013, Pałac Łokomotyw, Charków, ?           |                                                                                               |
| 2014                                                              |   |   | 2 | Łokomotyw Charków      | 8:2   | Enerhija Lwów          | 30.08.2014, Pałac Łokomotyw, Charków, 1000        |                                                                                               |
| 2015                                                              |   |   | 3 | Łokomotyw Charków      | 3:1   | Manzana Kijów          | 29.08.2015, SK NTUU KPI, Kijów, 700               |                                                                                               |
| 2016                                                              |   |   | 4 | Łokomotyw Charków      | 7:0   | Enerhija Lwów          | 13.08.2016, Pałac Zaporiżaluminbud, Zaporoże, 700 |                                                                                               |
| 2017                                                              |   |   | 1 | HIT Kijów              | 3:1   | Prodexim Chersoń       | 12.09.2017, SK BWUFK, Browary, 800                | 12 lipca 2017 zdobywca Pucharu Łokomotyw Charków został rozwiązany, zamienił go finalista HIT |
| 2018                                                              |   |   | 1 | Enerhija Lwów          | 4:3   | Prodexim Chersoń       | 8.09.2018, Pałac Hałyczyna, Lwów, 700             |                                                                                               |
| 2019                                                              |   |   | 2 | Urahan Iwano-Frankiwsk | 7:0   | Prodexim Chersoń       | 7.09.2019, Pałac Budiwelnyk, Czerkasy, 1150       |                                                                                               |
| 2020                                                              |   |   |   |                        |       |                        |                                                   | z powodu COVID-19 nie rozgrywano                                                              |
| 2021                                                              |   |   | 1 | Prodexim Chersoń       | 6:3   | Urahan Iwano-Frankiwsk | 20.08.2021, Pałac Łokomotyw, Charków, ?           |                                                                                               |

Uwagi:

- wytłuszczono nazwy zespołów, które w tym samym roku wywalczyły mistrzostwo i Puchar kraju,
- kursywą oznaczone zespoły, które zdobyły Puchar kraju.

## Statystyka

### Klasyfikacja według klubów
W dotychczasowej historii finałów o Superpuchar Ukrainy na podium oficjalnie stawało w sumie 11 drużyn. Liderem klasyfikacji jest Łokomotyw Charków, który zdobył 4 trofeów. 
Stan na 31.05.2021. 
| Lp. | Klub                   | Zdobywca | Finalista         | Zwycięskie sezony | Przegrane finały                   |   |   |                        |      |
| --- | ---------------------- | -------- | ----------------- | ----------------- | ---------------------------------- | - | - | ---------------------- | ---- |
| Lp. | Klub                   | 1.       | Łokomotyw Charków | Zwycięskie sezony | Przegrane finały                   | 4 | 1 | 2013, 2014, 2015, 2016 | 2009 |
| 2.  | Szachtar Donieck       | 3        | 0                 | 2005, 2006, 2008  |                                    |   |   |                        |      |
| 3.  | Urahan Iwano-Frankiwsk | 2        | 0                 | 2011, 2019        |                                    |   |   |                        |      |
| 4.  | Enerhija Lwów          | 1        | 6                 | 2018              | 2006, 2007, 2011, 2013, 2014, 2016 |   |   |                        |      |
| 5.  | Jenakijeweć Jenakijewe | 1        | 0                 | 2007              |                                    |   |   |                        |      |
| 5.  | HIT Kijów              | 1        | 0                 | 2017              |                                    |   |   |                        |      |
| 5.  | Tajm Lwów              | 1        | 0                 | 2009              |                                    |   |   |                        |      |
| 8.  | Prodexim Chersoń       | 0        | 3                 |                   | 2017, 2018, 2019                   |   |   |                        |      |
| 9.  | Interkas Kijów         | 0        | 1                 |                   | 2005                               |   |   |                        |      |
| 9.  | Manzana Kijów          | 0        | 1                 |                   | 2015                               |   |   |                        |      |
| 9.  | TWD Lwów               | 0        | 1                 |                   | 2008                               |   |   |                        |      |

### Klasyfikacja według miast
Stan na 31.05.2021. 
| Miasto          | Liczba tytułów | Kluby                            |
| --------------- | -------------- | -------------------------------- |
| Charków         | 4              | Łokomotyw Charków (4)            |
| Donieck         | 3              | Szachtar Donieck (3)             |
| Iwano-Frankiwsk | 2              | Urahan Iwano-Frankiwsk (2)       |
| Lwów            | 2              | Enerhija Lwów (1), Tajm Lwów (1) |
| Jenakijewe      | 1              | Jenakijeweć Jenakijewe (1)       |
| Kijów           | 1              | HIT Kijów (1)                    |

### Najlepsi strzelcy
Stan na 31.05.2021
| Poz. | Imię i nazwisko piłkarza | Liczba goli | Kluby w których grał (bramki dla klubu)   |
| ---- | ------------------------ | ----------- | ----------------------------------------- |
| 1    | Serhij Czeporniuk        | 4           | Tajm Lwów-1, Enerhija Lwów-2, HIT Kijów-1 |
| 2    | Jarosław Łebid           | 3           | Urahan Iwano-Frankiwsk-3                  |
| 2    | Wałerij Łehczanow        | 3           | Enerhija Lwów-2, Tajm Lwów-1              |
| 2    | Ołeh Mirosznyk           | 3           | Szachtar Donieck-3                        |
| 2    | Jewhen Rohaczow          | 3           | Enerhija Lwów-1, Łokomotyw Charków-2      |
| 2    | Jewhen Siryj             | 3           | Łokomotyw Charków-3                       |
| 2    | Serhij Sytin             | 3           | Szachtar Donieck-3                        |
| 2    | Mykyta Szpyhar           | 3           | Łokomotyw Charków-3                       |